# 傑納西奧 (伊利諾伊州)
傑納西奧（英語：Geneseo）是一個位於美國伊利諾伊州亨利縣的城市。

## 地理
傑納西奧的座標為41°27′00″N 90°09′12″W / 41.45000°N 90.15333°W，而該地的平均海拔高度為198米（即650英尺）。

## 人口
根據2010年美國人口普查的數據，傑納西奧的面積為12.03平方千米，當中陸地面積為12.01平方千米，而水域面積為0.02平方千米。當地共有人口6586人，而人口密度為每平方千米547.46人。